# Геотехнологія

Геотехнологія — хімічні, фізико-хімічні, біохімічні й мікробіологічні методи безшахтного (переважно за допомогою бурових свердловин) видобування корисних копалин на місці їх залягання.
Наприклад, геотехнологічними процесами є бактеріальне вилуговування багатокомпонентних сполук (розчинення їх мікроорганізмами у водному середовищі) з вилученням потрібних хімічних елементів, підземна газифікація вугілля, підземне виплавлення сірки гарячою водою, підземне розчинення тощо.
Методи геотехнології застосовують для твердих, рідких та газоподібних корисних копалин, на родовищах з невеликим вмістом корисних копалин, при тонких пластах корисних копалин, при наявності розсіяних елементів.

## Предмет вивчення
Гірничо-геологічні та гірничотехнічні умови і характеристики родовищ твердих корисних копалин, способи розкриття і методів доступу до георесурсів. Дослідження та оптимізація параметрів фізико-технічних, фізико-хімічних і будівельних технологій. Створення та наукове обґрунтування технології розробки природних і техногенних родовищ твердих корисних копалин. Розробка технологічних способів управління якістю продукції гірничого підприємства і методів підвищення повноти вилучення запасів надр. Розробка і наукове обґрунтування критеріїв і технологічних вимог для створення нової гірничої техніки та обладнання.
Розробка теоретичних положень і технічних рішень щодо використання підземного простору. Вивчення процесів взаємодії інженерних конструкцій з породними масивами і стійкості гірничих виробок, розробка та наукове обґрунтування способів будівництва підземних споруд, їх відновлення. Наукове обґрунтування параметрів гірничотехнічних споруд та розробка методів їх розрахунку.
Розробка та дослідження методів і способів підготовки масиву гірських порід при освоєнні георесурсів.

## Геотехнологічні методи видобутку і переробки корисних копалин
Геотехнологічні методи поєднують в одному технологічному ланцюгу процеси видобутку і переробки (збагачення) корисних копалин.
Геотехнологічні методи базуються на переходах корисної копалини або її компонентів в рухомий стан безпосередньо на місті її залягання за допомогою хімічних, фізичних, теплових і гідродинамічних процесів.
Характерні особливості геотехнологічних методів
– вилучення цінного компоненту або усієї корисної копалини в більшості випадків ведеться через свердловини;
– інструментами видобутку служать робочі агенти, за допомогою яких цінний компонент або корисна копалина переводиться в рухомий стан;
— переведення компонентів корисної копалини в рухомий стан має вибірковий характер;
– об'єкт видобутку одночасно є й місцем проведення операцій переробки.
Особливості геотехнологічних методів видобутку і переробки створюють передумови покращення соціальних і економічних результатів
– праця гірника не пов'язана з підземними роботами і більш безпечна;
– стане можливим вилучати з надр тільки цінні компоненти і залишати вміщувальні породи на місці їх залягання;
— значно зменшуються порушення природного ландшафту, тому що вміщувальні породи залишаються у надрах;
– частина операцій технологічного процесу здійснюється в надрах, що дозволяє скоротити потребу у виробничих площах;
– створюються передумови суттєвого підвищення ефективності виробництва за рахунок виключення транспортування корисної копалини і відходів збагачення, підвищення продуктивності праці і підвищення сту-пеня вилучення корисної копалини з надр.
При геотехнологічному способі видобутку і переробки корисних копалин необхідно виконати наступні операції
– розкриття родовища або його частини;
– підготовка родовища або його частини до переведення в рухомий стан;
– транспортування корисного компоненту або корисної копалини на поверхню;
– виділення цінного компоненту і його перетворення в форму придатну для подальшого використання.
Схеми розкриття родовища при геотехнологічних методах видобутку і переробки корисних копалин з поверхні наведені на рис.
Основними елементами свердловини (рис. а), що розкриває продуктивну товщу 8, є кондуктор 1, який задає свердловині напрямок, і обсадна труба 4. Після установлення колони обсадних труб затрубний простір 2 в осадових 3 і перекривних 6 породах цементують. У продуктивній товщі 8 свердловина 7 може перекриватися обсадними трубами, які регулюють процес видобутку. В деяких випадках свердловина доходить до підстилаючих порід 9 і ця її частина служить для збору шламів. Розкриття вертикальною свердловиною застосовується при відносно потужному покладі корисної копалини.
При необхідності збільшення запасів, які залучаються у розробку однією свердловиною, застосовують розкриття похило-горизонтальною свердловиною (рис. б). Горизонтальна частина свердловини проводиться по пласту корисної копалини і у цьому випадку об'єм запасів, що вилучаються, визначається довжиною горизонтальної частини свердловини.
При підземній газифікації функції підводу окиснювача, відводу продуктів реакції, а іноді й підпалу пласта розділені (рис. в), тобто розкриття родовища проводять за допомогою двох або більшого числа свердловин (10 — 12).
При вилуговуванні корисного компоненту з проникних гірських порід розкриття проводиться двома свердловинами (рис. г), розташова-ними на визначеній відстані одна від одної. Одна свердловина 13 служить для подачі розчинника, інша (дренажна) 14 — для відкачки насиченого розчину.